# Мускусная кенгуровая крыса
Му́скусная кенгуро́вая кры́са, или цепконогий кенгуру, или цепконог (лат. Hypsiprymnodon moschatus), — единственный современный вид рода Hypsiprymnodon, сумчатое животное способно прыгать на задних лапах, как настоящий кенгуру, обитающий только в тропических лесах на северо-восточном побережье Квинсленда, Австралия.  

## Внешний вид
Это небольшой зверёк: длина тела составляет 208—341 мм, хвоста 65—123 мм; масса 337—680 г. Волосяной покров густой и бархатистый; окрас шерсти ярко-коричневый или рыже-серый на спине, на боках оранжевый, брюхо желтоватое.
Внешне мускусный кенгуру сходен с обычной крысой. Голова у него короткая, морда заострённая. Уши небольшие, голые, тёмные. Хвост пушистый только у основания, покрыт кожными чешуйками; напоминает хвост опоссума. Конечности одинаковой длины. Когти маленькие, слабые. Задние конечности имеют подвижный палец, который, однако, не противопоставлен другим пальцам и не имеет когтя. Самки имеют развитую выводковую сумку и 4 соска. Мускусными кенгуру этих зверьков назвали за характерный запах мускуса, свойственный обоим полам.

## Образ жизни и питание
Мускусный кенгуру обитает в дождевых лесах, часто в густых зарослях по берегам водоёмов. Это довольно обычное животное, однако его нелегко увидеть из-за скрытности и осторожности. Передвигается мускусный кенгуру проворно, на четырех лапах; по некоторым сведениям, способен прыгать на задних лапах, как настоящий кенгуру. Хорошо лазает по деревьям. Активен днем; ночью спит в гнезде из сухих папоротников и лишайников. Материал для гнезда мускусный кенгуру носит при помощи хвоста.
Мускусные кенгуру преимущественно насекомоядны. Их излюбленная пища — черви и насекомые, а также ягоды и корнеплоды, которые они выкапывают из земли. Мускусный кенгуру ведет одиночный образ жизни, хотя во время кормления обычны группы из 2—3 особей.
Размножаются мускусные кенгуру в дождливый сезон, с февраля по июль. Рождаются 2 детёныша. Они покидают сумку в возрасте 21 недель, после чего ещё несколько недель остаются в гнезде. Самки достигают половой зрелости после года жизни.
Процесс покидания матери повзрослевшим потомством происходит «через силу», так как самка всё равно пытается участвовать в жизни детёнышей.

## Систематика
Мускусный кенгуру не только самый маленький вид в подотряде Macropodiformes, но и морфологически — самый примитивный. Он считается эволюционным звеном между древесными поссумами и кенгуру.